# Christopher Campbell Eberts
Christopher Campbell Eberts (* 5. Mai 1913 in Montreal; † 1975) war ein kanadischer Botschafter.

## Leben
Christopher Campbell Eberts war der Sohn von Beatrice Muriel Howard und Edmond Urquhart Melchior Eberts. 1941 war er Gesandtschaftssekretär zweiter Klasse in Mexiko-Stadt. Am 1. September 1941 wurde er zum Konsul auf Saint-Pierre und Miquelon  ernannt. Von 28. April 1953 bis 16. Juni 1960 hatte er Exequatur als Generalkonsul in San Francisco.
Am 20. Oktober 1960 wurde er zum Hochkommissar (Commonwealth) in Karatschi ernannt, wo er von 1961 bis 23. Februar 1963 beauftragt war. 
Vom April bis Oktober 1963 und vom Februar bis Mai 1964 war er Assistant Under-secretary im kanadischen Außenministerium.
1967 war er Chef de Protocoll.
Am 26. Juli 1967 wurde er zum Botschafter in Teheran ernannt wo er bis 20. Dezember 1971 stationiert war.
Am 26. Juli 1967 wurde er zum Botschafter in Bagdad ernannt wo er vom 27. Juni 1968 bis 11. Februar 1972 akkreditiert war.
Am 26. Juli 1967 wurde er zum Botschafter in Kuwait ernannt wo er von 31. März 1968 bis 20. September 1971 akkreditiert war.
Am 11. Februar 1972 wurde er in den Ruhestand versetzt.
| Vorgänger             | Amt                                                                      | Nachfolger                  |
| --------------------- | ------------------------------------------------------------------------ | --------------------------- |
| Victor Campbell Moore | kanadischer Hochkommissar in Karatschi 1961 bis 23. Februar 1963         | Arthur John Hicks           |
| Thomas Paul Malone    | kanadischer Botschafter in Teheran 26. Januar 1963 bis 20. Dezember 1971 | Frederick Martyn Meech      |
| Thomas Paul Malone    | kanadischer Botschafter in Bagdad 27. Juni 1968 bis 11. Februar 1972     | Jacques Gilles Bruno Gignac |
| Thomas Paul Malone    | kanadischer Botschafter in Kuwait 27. April 1965 bis 3. März 1968        | James George                |